# Erik Lorichs
Carl Erik Wilhelm Lorichs, född den 6 december 1906 i Heds församling, Västmanlands län, död den 15 september 1987 i Hässleholm, var en svensk militär. Han tillhörde ätten Lorichs och var son till Ludvig Lorichs.
Lorichs blev fänrik i Livgrenadjärregementet 1930 och löjtnant där 1934. Han genomgick Krigshögskolan 1938–1940 och var aspirant i generalstabskåren 1941. Lorichs befordrades till kapten vid Södermanlands regemente 1940, i generalstabskåren 1943, vid Skaraborgs regemente 1946, till major där 1948, i arméstaben 1949, i generalstabskåren 1950, till överstelöjtnant där 1954 och vid Skaraborgs regemente samma år. Han var överste och chef för Skånska dragonregementet 1957–1967 och tillförordnad arméinspektör vid Södra militärområdet 1967–1968. Lorichs blev riddare av Svärdsorden 1949, kommendör av samma orden 1961 och kommendör av första klassen 1965.